# Mingei

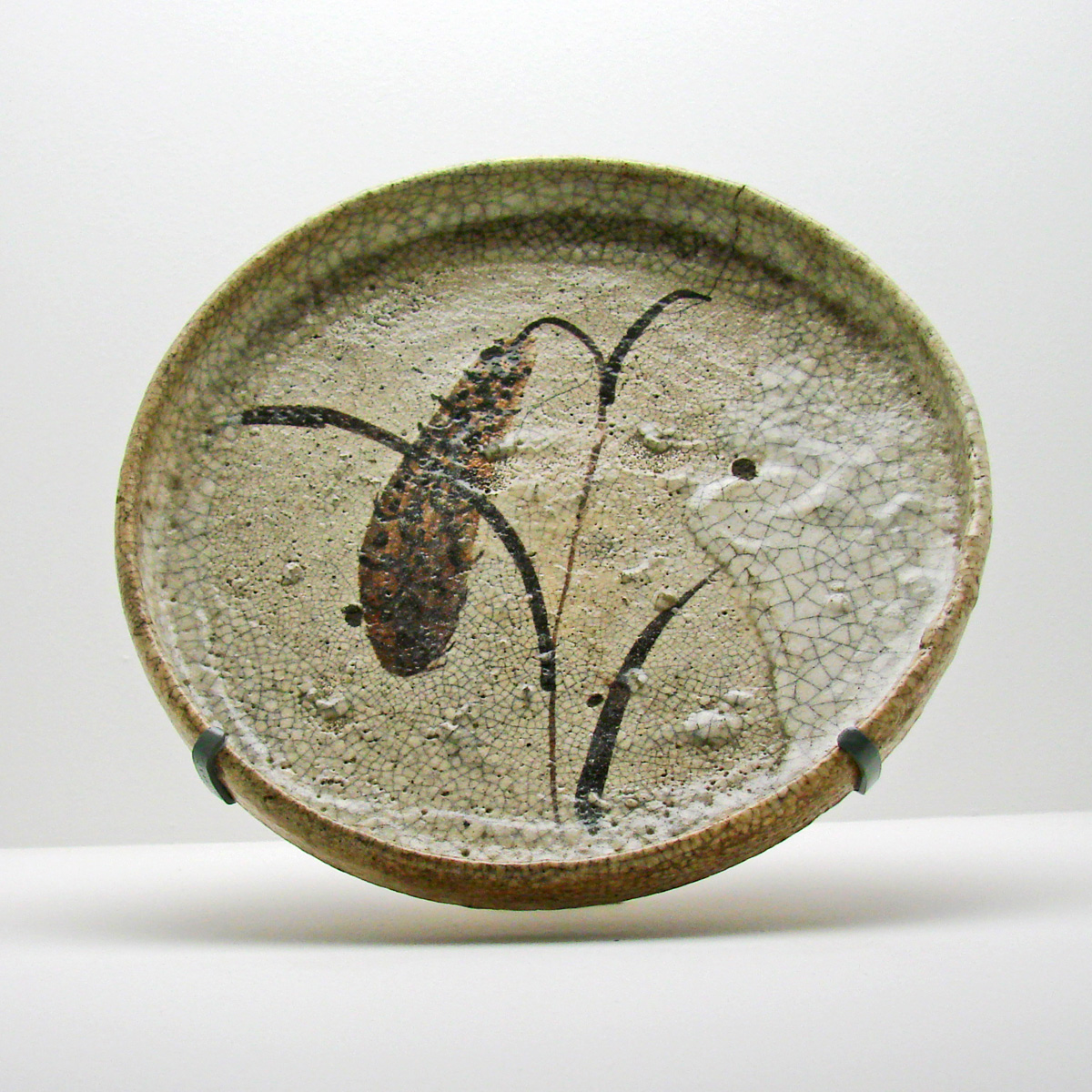
Alfarería tradicional japonesa del. Este objeto es una de las inspiraciones del movimiento Mingei

El movimiento Mingei (民芸運動 Mingei undō?, lit. « movimiento de arte popular») es un movimiento artístico japonés, principalmente basado en la alfarería y la cerámica, e inspirado por el movimiento inglés Arts & Crafts. Fue teorizado por el filósofo y diseñador Yanagi Sōetsu (1889–1961) como respuesta a la industrialización de la sociedad japonesa debido a la influencia occidental y como reflexión sobre el papel de las tradiciones artísticas japonesas en un mundo en vías de modernización. Se desarrolló durante los años 20 y 30 del siglo XX, que corresponden al final de la era Taishō y a las dos primeras décadas de la era Shōwa.

## Historia
El término Mingei fue acuñado por Yanagi Sōetsu en colaboración con los ceramistas Hamada Shoji (1894–1978) y Kawai Kanjiro (1890–1966) en 1925, como una abreviación de la frase 民衆的な工芸 (minshū-teki-na kōgei?), que quiere decir artesanía creada por el pueblo. En 1926 estos tres amigos decidieron construir un museo dedicado al Mingei en Japón, que recibió el nombre de Nihon Mingeikan (Museo de Artesanía Popular de Japón) y que abrió finalmente sus puertas en 1936. La asociación Nihon Mingei Kyokai también fue creada por ellos para promocionar la creación del museo y para obtener financiamiento para el mismo, además de publicar la revista Kōgei (Artesanía) a partir de 1931. Posteriormente otros artistas y artesanos se sumaron a sus preceptos, como el alfarero británico Bernard Leach, el diseñador textil Keisuke Serizawa y el grabador Shiko Munakata.

## La teoría Mingei
El movimiento Mingei (según la concepción de Sōetsu) está basado en una serie de preceptos estéticos, en especial la búsqueda de una belleza superior y la valorización de los productos creados por grupos de artesanos anónimos, liberados del ego y del deseo de enriquecerse. Este concepto de belleza basado sobre la moral y la búsqueda de elevación espiritual está firmemente anclado en la filosofía budista. A nivel japonés, el Mingei está influenciado por la estética Wabi-sabi.
Además, los objetos u obras producto de este movimiento deberían ser producidos a mano en gran cantidad, accesibles, utilizados por las masas y útiles, idea emparentada con la crítica del modelo de producción industrial propuesta por William Morris a finales del siglo XIX en Inglaterra. En concreto, el movimiento Arts and Crafts estaba centrado en la dicotomía occidental entre las artes decorativas y las bellas artes, valorizando las primeras, mientras que el movimiento Mingei ponía su atención los objetos artesanales de uso corriente - llamados getemono en Japón. El concepto de creación artesanal colectiva también está inspirado por los gremios medievales europeos, sobre los cuales Sōetsu había hecho estudios durante su juventud. Por último, estos productos debían ser representativos de la tradición local de la región en la que fueron producidos.
En su libro La idea del Mingei (1933), Sōetsu define el movimiento de la siguiente manera:

Debe ser modesto pero no de pacotilla, barato pero no frágil. La deshonestidad, la perversidad, el lujo, he aquí lo que los objetos Mingei deben evitar a todo precio; lo natural, sincero, seguro, simple, éstas son las características del Mingei.